# Ryholm
Ryholm är en herrgård i Beatebergs socken i Töreboda kommun.
Ryholm är ett stort gods med bebyggd med en slottslik huvudbyggnad av sten, belägen nära sjön Viken och omgiven av trädgård och park.
Ryholm tillhörde under förra hälften av 1600-talet som säteri riksrådet, friherre Klas Kristersson. Det ägdes därefter av hans måg majoren Otto von Rulshausen och sedan en annan måg, friherre Per Sparre (död 1669). Det tycks därefter ha kommit till generalmajoren friherre Carl Sparre och genom hans dotter till landshövdingen, greve Adam Otto Lagerberg. På 1800-talet har det tillhört dennes måg, överjägmästaren K. M. Fleetwood, hans måg översten, friherre G. F. A. Sture, och dennes son, Sten Sture, samt ryttmästaren Laurentius Bergendahl, hans son K. G. Bergendahl och grosshandlare Anton Bexelius i Stockholm.